# Argyrogrammana sticheli
Argyrogrammana sticheli is een vlindersoort uit de familie van de prachtvlinders (Riodinidae), onderfamilie Riodininae.
Argyrogrammana sticheli werd in 1929 beschreven door Talbot.